# Oskar, der fliegende Flügel
Oskar, der fliegende Flügel (Originaltitel: Oscar’s Orchestra) ist eine britisch-französische Zeichentrickserie, die zwischen 1995 und 2000 produziert wurde.

## Handlung
In einer dystopischen Zukunft regiert der Diktator Thadäus Schmäh die Welt. Er hasst Musik und deswegen verbannt er alle Musikinstrumente, sodass diese im Untergrund leben müssen. Hierzu gehört auch der sprechende Konzertflügel Oskar. Die junge Abenteuerin Rebecca hilft ihm auf seinem Weg und sie schließen sich dem Widerstand an.

## Produktion und Veröffentlichung
Die Serie wurde zwischen 1995 und 2000 unter der Leitung von Christopher O’Hare in französisch-britischer Kooperation produziert. Die 3. Staffel wurde bisher nicht ins Deutsche übersetzt. Erstmals wurde die Serie am 4. Januar 1994 auf BBC One ausgestrahlt. Die deutsche Erstausstrahlung fand am 30. Dezember 1995 auf Das Erste statt. Weitere deutschsprachige TV-Ausstrahlungen erfolgten im KiKA, WDR Fernsehen und ORF eins. Zudem wurde die Serie auf Video Home System (VHS) veröffentlicht.

## Episodenliste

### Staffel 1
| Folge (gesamt) | Folge (Staffel) | deutscher Titel             | deutsche Erstausstrahlung | englischer Titel              |
| 1              | 01              | Oskar bekommt seine Flügel  | 30.12.1995                | The Battle Begins             |
| 2              | 02              | Ab durch die Triangel       | 06.01.1996                | Bach to the Future            |
| 3              | 03              | Der Hummelflug              | 13.01.1996                | The Flight of the Bumble-Bees |
| 4              | 04              | Sphärenmusik                | 20.01.1996                | Star Tours                    |
| 5              | 05              | Die Schlacht auf dem Eis    | 27.01.1996                | Battle on Ice                 |
| 6              | 06              | Die Wettermaschine          | 03.02.1996                | The Four Seasons              |
| 7              | 07              | Oskar knackt ’ne harte Nuss | 10.02.1996                | Oscar Cracks the Nut          |
| 8              | 08              | Eine Geburtstagskanone      | 17.02.1996                | 1812                          |
| 9              | 09              | Romeo und Julia             | 24.02.1996                | Star Crossed                  |
| 10             | 10              | Die Kopfverdrehmaschine     | 02.03.1996                | My Kingdom for a Tank         |
| 11             | 11              | Viva Espania                | 09.03.1996                | Viva Espana                   |
| 12             | 12              | Abenteuer in Amerika        | 16.03.1996                | Once Upon a Ragtime           |
| 13             | 13              | Die Jagd nach dem Ring      | 23.03.1996                | The Ring                      |

### Staffel 2
| Folge (gesamt) | Folge (Staffel) | deutscher Titel               | deutsche Erstausstrahlung | englischer Titel          |
| 14             | 01              | Der verschmähte Schmäh        | 06.04.1997                | Queen Sheba               |
| 15             | 02              | Piraten auf Sendung           | 13.04.1997                | Radio Oscar               |
| 16             | 03              | Oskar und die 40 Räuber       | 20.04.1997                | Forty Thieves             |
| 17             | 04              | Krach um Bach                 | 27.04.1997                | Back to Bach              |
| 18             | 05              | Karneval der Tiere            | 04.05.1997                | Carnival of the Animals   |
| 19             | 06              | In der Höhle des Bergkönigs   | 11.05.1997                | Black Keys                |
| 20             | 07              | Der verflixte zweite Flügel   | 18.05.1997                | Hall of the Mountain King |
| 21             | 08              | Der Hexenkuss                 | 25.05.1997                | Sleeping Beauty           |
| 22             | 09              | Die Sängerin im Eis           | 01.06.1997                | A Fight at the Opera      |
| 23             | 10              | Der doppelte Tell             | 08.06.1997                | Fangs but no Fangs        |
| 24             | 11              | Wer mit dem Wolf tanzt        | 15.06.1997                | A Tale of Two Tales       |
| 25             | 12              | Einmal New York und zurück    | 22.06.1997                | Four of our Notes         |
| 26             | 13              | Vier Noten für ein Halleluja! | 29.06.1997                | World Tour                |

### Staffel 3
| Folge (gesamt) | Folge (Staffel) | englischer Titel         |
| 27             | 01              | The Lost Chords          |
| 28             | 02              | Out of Tune              |
| 29             | 03              | Knight in Shining Armour |
| 30             | 04              | Musical Exercise         |
| 31             | 05              | Raiders of the Lost Park |
| 32             | 06              | Soothsayer’s Convention  |
| 33             | 07              | Water Music              |
| 34             | 08              | Return of Scheherazade   |
| 35             | 09              | Maestro Thadius          |
| 36             | 10              | Inside Job               |
| 37             | 11              | Lieder of the Pack       |
| 38             | 12              | Greensleeves             |
| 39             | 13              | The Toy Symphony         |